# Vartofta, Frökinds, Laske och Barne häraders domsaga
Vartofta, Frökinds, Laske och Barne häraders domsaga var en domsaga i Skaraborgs län, bildad 1680. Domsagan delades 1810 upp mellan Vartofta och Frökinds domsaga, Åse, Viste, Barne och Kållands häraders domsaga samt Kinnefjärdings, Kinne, Skånings och Laske häraders domsaga. I perioden 1781 till 1807 var Vartofta utbruten till en egen domsaga, Vartofta härads domsaga och resten bildade då Frökinds, Laske och Barne häraders domsaga.
Domsagan lydde under Göta hovrätt.

## Tingslag
- Dimbo tingslag
- Leaby tingslag
- Slättängs tingslag
- Barne tingslag
- Laske tingslag

## Häradshövdingar
- 1680–1694 Anders Ollonberg
- 1694–1710 Gabriel Hadelin
- 1710–1721 Svante Segerwall
- 1721–1734 Fredrik Ferdinand Flach
- 1734–1755 Johan Nyman
- 1755–1777 Johan Gabriel Creutz
- 1777–1780 Samuel Brag
- 1780–1796 Hans Ludvig Munthe
- 1796–1807 Jonas Adolf Hvitfelt
- 1808–1809 Henning Adolf von Strokirch